# Raión de Voranava
Vóranava (en polaco: Rejon werenowski; en bielorruso: Воранаўскі раён) es un raión o distrito de Bielorrusia, en la provincia (óblast) de Grodno. Su capital es Vóranava. 
Comprende una superficie de 1418 km².

## Demografía
Según estimación de 2010, contaba con una población total de 30477 habitantes.
Es el área de Bielorrusia habitada por una mayor cantidad de polacos étnicos, que forman cuatro quintas partes de la población.

## Subdivisiones
Comprende los asentamientos de tipo urbano de Vóranava (la capital) y Radun y 11 consejos rurales:
- Bastuny
- Beniakoni
- Bóltsishki
- Hirki
- Dótsishki
- Zhyrmuny
- Zábalats
- Kanvélishki
- Misiavichy
- Paharodna
- Perahantsy